# Willem Bastiaensz Schepers
Willem Bastiaensz Schepers, vanligen kallad endast Willem Bastiaensz, född den 8 oktober 1620 i Haarlem, död den 21 januari 1704 i Rotterdam, var en holländsk sjömilitär.
Schepers var en betydande redare och köpman i Rotterdam, när han, som förut inte ägnat sig åt flottans tjänst, 1673 utnämndes till amirallöjtnant. År 1676 höll han med tolv skepp Dunkerques sjörövare varma och sändes samma år och 1677 med en stark eskader till Nordsjön för att hjälpa danskarna mot svenskarna och utmärkte sig så att han belönades med danskt adelskap. Han inlade stor förtjänst om sjöväsendets organisation. År 1688 förde han på sin fregatt "Den Briel" Vilhelm av Oranien över till England.